# Jorge Cantacuzino-Grănicerul
Jorge Zizi Cantacuzino, apelidado Grănicerul (Paris, 25 de dezembro de 1869 — Bucareste, 9 de outubro de 1937), foi um proprietário de terras, general e político romeno de extrema-direita, presidente oficial do partido fascista Totul pentru Țară ("Tudo pelo País"), membro da Guarda de Ferro (dissolvida em 1933) e de seu órgão consultivo, o Senado Legionário.

## Biografia

### Família e primeiros anos
Zizi Cantacuzino nasceu em Paris, filho do engenheiro I.G. Cantacuzino, um descendente do príncipe Şerban Cantacuzino. Ele estudou na escola romena de Fontenay-aux-Roses e no Liceu "São Jorge". Em 1883, já na Romênia, ingressou na Escola Militar de Craiova e, em 1890, na Escola de Infantaria de Bucareste.